# Lao Issara

Flagge der Lao Issara, seit 1975 Staatsflagge von Laos.

Die Lao-Issara-Bewegung (auch Lao Itsala, laotisch ລາວອິດສະຫຼະ, [láːw ʔítsáʔláʔ]; übersetzt „freies Laos“, auch ລາວອິດສະລະ) war eine nationale Befreiungsbewegung, die die Rückeroberung des Landes Laos durch die französischen Kolonialmacht nach Ende des Zweiten Weltkriegs verhindern wollte.

## Regierung
Die Lao Issara, die sich teilweise aus laotischen Deserteuren der Garde indigène und Aktivisten der Widerstandsorganisation Lao Pen Lao rekrutierten, übernahmen im August 1945 unter der Leitung von Prinz Phetsarath (1890–1959) die Regierungsgewalt im Lande, bevor die französische Wiedereroberung begonnen hatte. Sie hielten die Monarchie für Frankreich-freundlich und bildeten einen 34-köpfigen Rat des Volkes in Vientiane. Auf Anstoß von Prinz Souphanouvong, dem späteren Führer der prokommunistischen Pathet Lao, verbündeten sie sich am 1. November mit den vietnamesischen Freiheitskämpfern der Vietminh. Nach dem französisch-chinesischen Abkommen vom 28. Februar 1946 hatten sich die chinesischen Kuomintang-Truppen bis Ende März aus Indochina zurückzuziehen.
Die nach Norden nachrückenden Franzosen nahmen Savannakhet am 17. März gegen geringen Widerstand der Lao Issara ein, die sich zurückziehen mussten. Sie stellten sich aber dann in Thakhek am 21. März zur Schlacht. Die angreifenden Kolonialtruppen bombardierten den Markt des Ortes und eroberten im Häuserkampf die Stadt. Überlebende Lao Issara, die über den Mekong fliehen wollten, wurden von Tieffliegern beschossen. Insgesamt wird von 700 getöteten Soldaten und 300 toten Zivilisten ausgegangen. In den südlichen Provinzen konnte geringfügiger bewaffneter Widerstand unter Thao O Anourack aufrechterhalten werden, bis auch er nach Lao Bao in Vietnam fliehen musste.
Die Regierungsmitglieder konnten nach Bangkok fliehen, wo eine Exilregierung unter dem Schutz der thailändischen Regierung von Pridi Phanomyong etabliert wurde. Pridi, der selbst ehemaliger Anführer der thailändischen Widerstandsgruppe Seri Thai war, hatte Sympathien für die laotische Unabhängigkeitsbewegung. König Sisavang Vong stimmte jedoch der Wiedererrichtung des französischen Protektorats zu (13. Mai/27. August 1946) und blieb in seiner Residenz in Luang Prabang. Am 19. Juli 1949 wurde der französisch-laotische Vertrag unterzeichnet, der Laos zu einem unabhängigen Mitglied innerhalb der Union française machen sollte. Die Exilregierung löste sich am 24. Oktober auf, ihre Mitglieder kehrten daraufhin in ihre Heimat zurück. Einige, wie der Minister für öffentliche Bauten Prinz Souvanna Phouma, erhielten Ämter in der neuen Regierung.

### Regierungsmitglieder
Die Lao-Issara-Regierung amtierte offiziell vom 12. Oktober 1945 bis 23. April 1946 in Laos, danach bis 24. Oktober 1949 im Exil in Bangkok.
Ressorts:
- Präsident: Prinz Phetsarath Ratanavongsa
- Premierminister: Khammao Vilai
- Inneres und Justiz: Somsanith Vongkotrattana
- Finanzen: Katay Don Sasorith
- Verteidigung: Sing Rattanasamai
- Erziehung: Nihuoy Abhay
- Öffentliche Bauten und Transportwesen: Prinz Souvanna Phouma
- Äußeres: Prinz Souphanouvong zugleich Oberkommandierender der Armee; stellvertretender Minister: Tham Sayasitsena
- Wirtschaft: Oun Sananikone, Stellvertreter: Ounheuan Norasing[2]

## Folgen
Mitglieder der Lao Issara gingen zum einen zu den Pathet Lao, zum anderen auch zu den Rechten im Bürgerkrieg über, so der spätere General und Verteidigungsminister Ouane Rattikone. Prinz Souvanna Phouma wurde mehrfach Premierminister der nominell neutralen königlichen Regierung bis 1975. Der 13. August wird heute als Befreiungstag (Lao Issara) begangen.